# Contea di Sioux (Nebraska)
La contea di Sioux (in inglese Sioux County) è una contea dello Stato del Nebraska, negli Stati Uniti. La popolazione al censimento del 2010 era di 1 311 abitanti. 
Il capoluogo di contea è Harrison.
Include anche l'area non incorporata di Joder.

## Geografia fisica
Secondo lo U.S. Census Bureau, dei 5354 km² di superficie totale, solo 2 km² (0.04%) sono costituiti da acqua.

### Contee confinanti

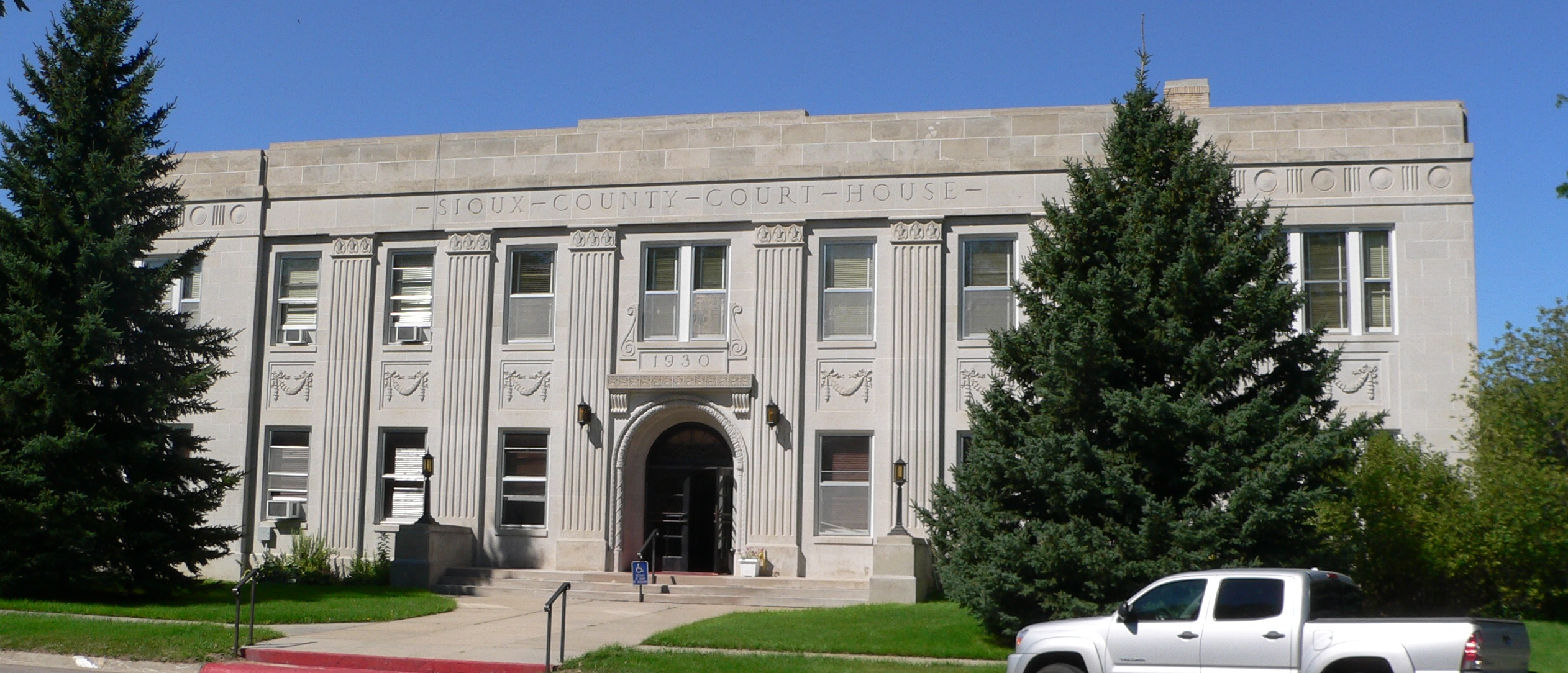
Il tribunale della Contea di Sioux a Harrison

- Contea di Fall River (Dakota del Sud) - nord
- Contea di Box Butte (Nebraska) - est
- Contea di Dawes (Nebraska) - est
- Contea di Scotts Bluff (Nebraska) - sud
- Contea di Goshen (Wyoming) - sudovest
- Contea di Niobrara (Wyoming) - nordovest

### Aree protette nazionali
- Agate Fossil Beds National Monument
- Nebraska National Forest (in parte)
- Oglala National Grassland (in parte)

## Storia
La contea fu istituita nel 1877.

## Monumenti e luoghi d'interesse
- Agate Fossil Beds National Monument
- Oglala National Grassland
- Toadstool Geologic Park
- Hudson-Meng Bison Kill

## Società

### Evoluzione demografica
Di seguito si riporta la variazione popolazione sulla base dei diversi censimenti:
| Popolazione della Contea di Sioux per decennio |
| 1880 - 699 1890 - 2.452 1900 - 2.055 1910 - 5.599 1920 - 4.528 1930 - 4.667 1940 - 4.001 1950 - 3.124 1960 - 2.575 1970 - 2.034 1980 - 1.845 1990 - 1.549 2000 - 1.475 2010 - 1.311 |

## Geografia antropica

### Centri abitati
- Harrison

## Infrastrutture e trasporti

### Principali strade
Le strade principali della contea sono:
- U.S. Highway 20
- U.S. Highway 26
- Nebraska Highway 2
- Nebraska Highway 29
- Nebraska Highway 71